# Apocephalus medius
Apocephalus medius är en tvåvingeart som beskrevs av Brown 2002. Apocephalus medius ingår i släktet Apocephalus och familjen puckelflugor. Inga underarter finns listade i Catalogue of Life.